# Sonderheim
Sonderheim ist ein Ortsteil der Stadt Höchstädt an der Donau im Landkreis Dillingen an der Donau (Bayern).

## Lage
Das Pfarrdorf liegt auf der Blindheimer Hochterrasse und am Klosterbach, knapp zwei Kilometer nordöstlich von Höchstädt. Östlich, südlich und westlich des Ortes befinden sich in der Schwall zahlreiche Weiher zur Hochwasserentlastung, die auch fischwirtschaftlich genutzt werden.

## Geschichte
Bodenfunde aus der Bronzezeit bezeugen eine frühe Besiedlung des Gebietes.
Das bayerische Urkataster zeigt Sonderheim in den 1810er Jahren mit 27 Herdstellen eher als ein Straßendorf südlich der Kirche und ihres Gottesackers.
Am 1. Mai 1978 wurde die bis dahin selbständige Gemeinde Sonderheim im Rahmen der Gemeindegebietsreform nach Höchstädt eingemeindet.

## Sehenswürdigkeiten
- Die katholische Pfarrkirche St. Peter und Paul

## Bodendenkmäler
Siehe: Liste der Bodendenkmäler in Höchstädt an der Donau